# Najaarsspanner
De najaarsspanner (Agriopis aurantiaria) is een nachtvlinder uit de familie van de spanners, de Geometridae.

## Kenmerken
De voorvleugellengte bedraagt tussen de 17 en 21 mm voor het mannetje, het vrouwtje heeft gedegenereerde vleugels en kan niet vliegen. De grondkleur van de voorvleugel van het mannetje is oranjegeel, met twee duidelijke bruine dwarslijnen, bij de vleugelwortel nog een minder duidelijke derde, en bruine stippen als tekening.

## Waardplanten
De najaarsspanner gebruikt diverse loofbomen als waardplanten, vooral eik en berk. De rups is te vinden van april tot juni. De soort overwintert als ei.

## Voorkomen
De soort komt verspreid over Europa voor. Hij overwintert als rups.

### Nederland en België
De najaarsspanner is in Nederland een vrij algemene soort in het oosten, en daarbuiten niet zo algemeen. In België is het een niet zo algemene soort. De vlinder kent jaarlijks één generatie die vliegt van oktober tot in december.